# Difusor térmico integrado

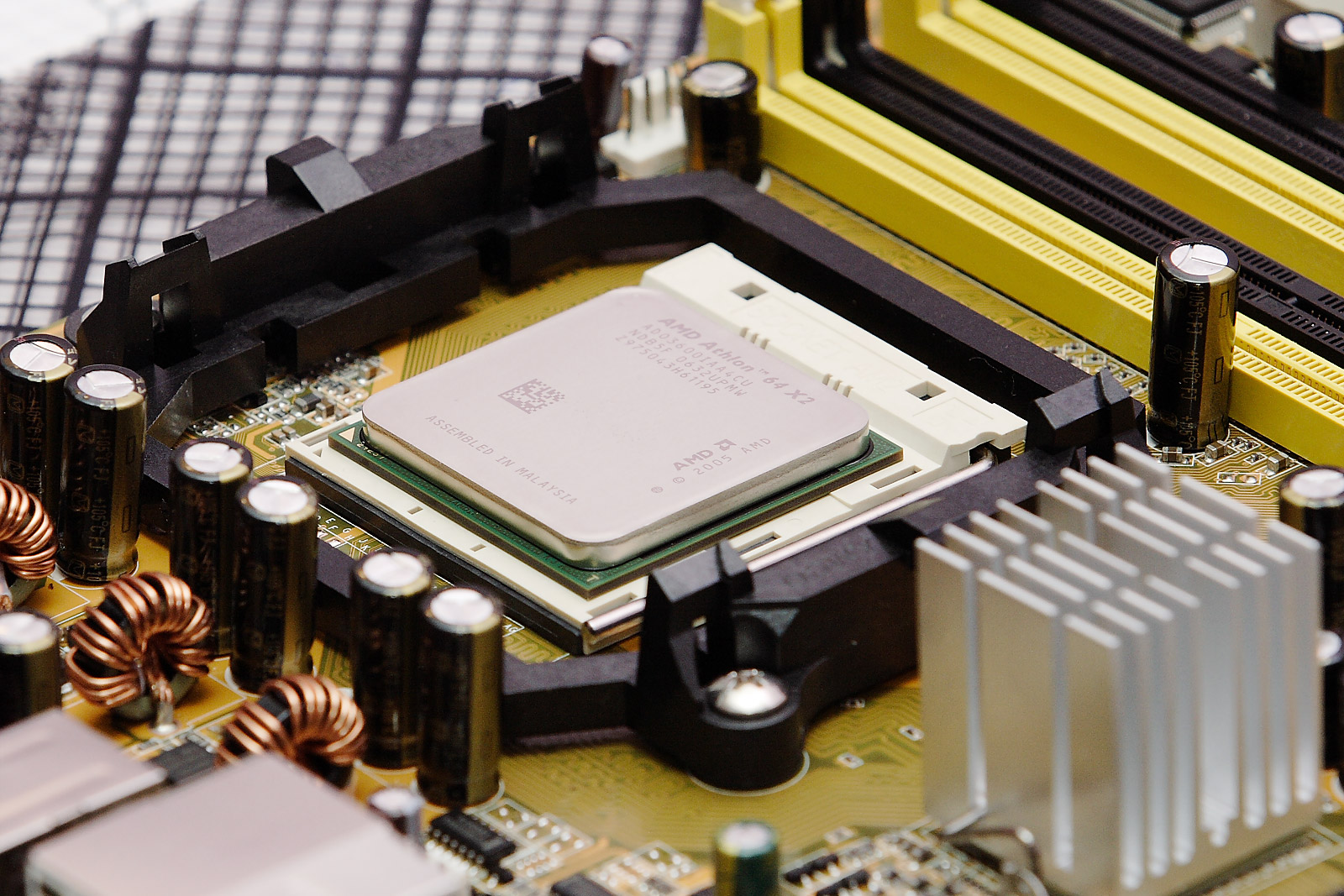
El IHS, como se observa en la foto, protege y ayuda a refrigerar la superficie del procesador

Un difusor térmico integrado o IHS (del inglés integrated heat spreader) es una pequeña chapa metálica o pletina que cubre los procesadores de los ordenadores personales, tiene funciones importantes de refrigeración y protección. Normalmente está compuesta de cobre o aluminio. También se le llama más apropiadamente disipador o dispersor térmico integrado, más ajustado a lo que es, ya que difusor en termodinámica es un dispositivo bastante distinto.

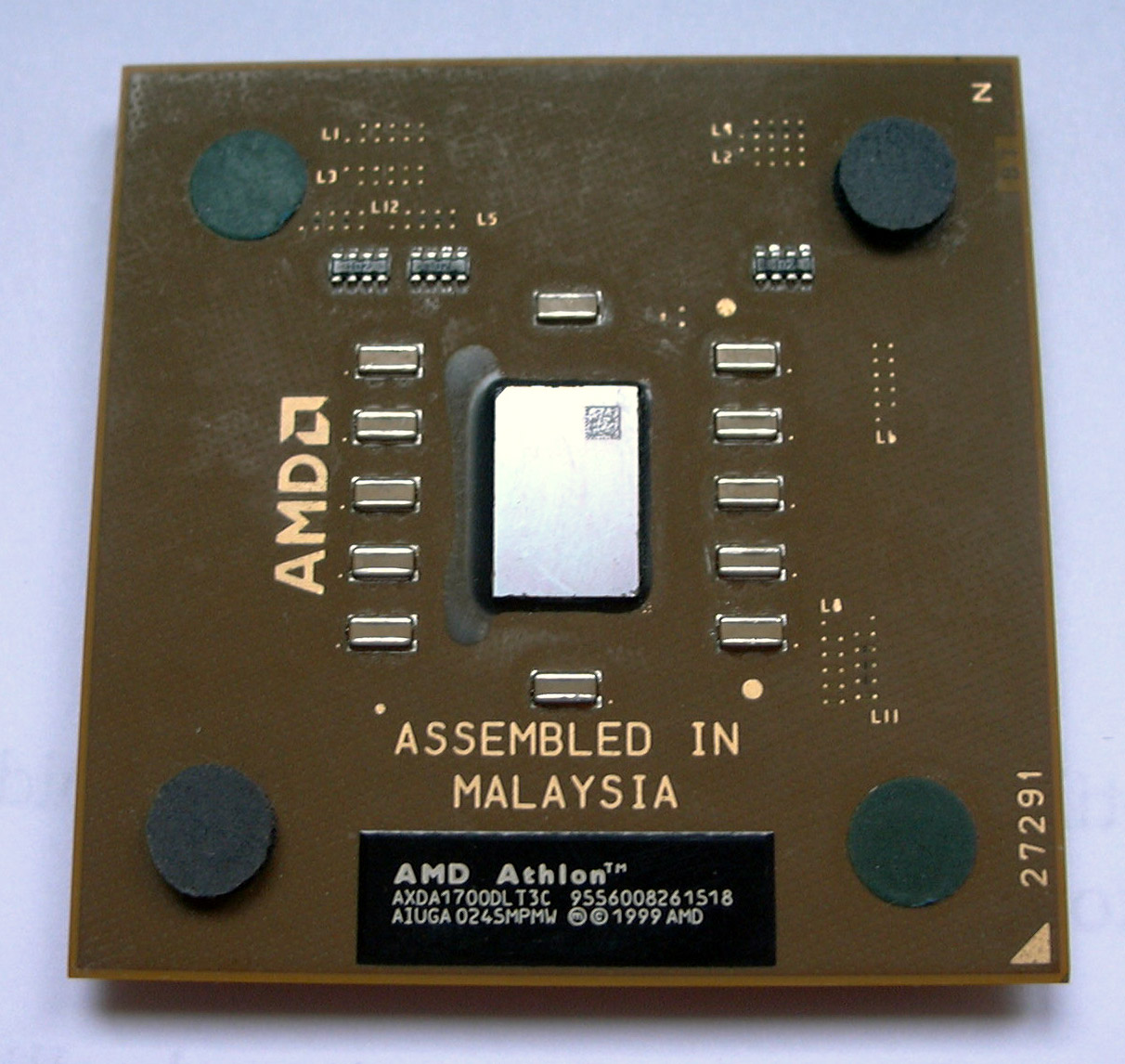
Un modelo de procesador sin IHS

## Antes del IHS
En procesadores relativamente antiguos no se hacía uso del IHS, como se puede observar en procesadores como el Pentium III(Katmai y Coppermine) o el AMD Athlon XP por lo que, tanto el propio "chip" como una serie de resistencias repartidas sobre el PCB del procesador, estaban en contacto directo con la superficie del disipador.
Esto requería que el operario encargado de montar el equipo tuviese que ser habilidoso, para esparcir la pasta térmica o fácilmente se podría quemar el procesador al entrar en contacto las resistencias entre sí o con cualquier otro elemento, ya que muchas pastas térmicas son conductoras eléctricas además de térmicas [cita requerida].

## Inclusión del IHS
AMD fue el primero en utilizar este sistema, integrándolo en los AMD K6 y posteriormente Intel lo adoptó, a partir de sus Pentium III(Tualatin) y se popularizó en los Pentium IV.
Las ventajas de la utilización de IHS fueron varias: además de evitar que el operario pudiese estropear el procesador, mejoró la refrigeración general, reduciendo unos grados su temperatura de trabajo con un mismo sistema de refrigeración, y por último puede evitar golpes fortuitos al "chip".

## Recomendaciones de uso
El IHS trajo muchas ventajas a la protección y refrigeración de un procesador, sin embargo, no por ello se puede obviar el seguir unas cuidadosas instrucciones o reglas:
- No se debe montar un procesador con adhesivos sobre un IHS (lamentablemente, es un hecho común en el mercado).
- Es conveniente aplicar la cantidad justa y necesaria de pasta térmica: (de otra manera, se podría producir un cortocircuito y la pérdida del equipo informático sería inevitable). En caso de no aplicarla correctamente, se  perjudica la refrigeración. Es ideal aplicar sólo una línea en diagonal sin que alcance el borde de las esquinas de la CPU, GPU, chipset, etc.
- Otro aspecto a considerar es la calidad de la pasta térmica. Existen diversas pastas: algunas sólo dejan restos de grasa sobre el procesador y presentan dificultades para ser sustituidas; otras no gestionan bien la inducción y      pueden provocar altas temperaturas en el procesador, resultando de ello errores de funcionamiento (el sistema se suspende temporalmente hasta que vuelve a alcanzar su temperatura correcta). Hay pastas térmicas con componentes metálicos (plata por ejemplo) que son las que mejor conducen el calor pero existe riesgo de cortocircuito si estos componentes entraran en contacto con los de la placa base o el procesador. También las hay con base cerámica que aunque no tienen un rendimiento tan óptimo como las de base metálica, no conducen la electricidad y se evitan cortocircuitos.